# Arturo Márquez
Arturo Márquez (Álamos, 20 de Dezembro de 1950) é um famoso compositor mexicano.

## Obras
- Leyenda De Miliano, para orquestra
- Danzón nº 1, para orquestra
- Danzón nº 2, para orquestra
- Marcha a Sonora
- Espejos en la Arena, para violoncelo e orquestra
- Danzón nº 3, para flauta, guitarra e pequena orquestra (1994)
- Danzón nº 4, para orquestra de câmara (1996)
- Danzón nº 5, « portales de madrugada » (1996)
- Danzón nº 6 (2001)
- Danzón nº 7 (2001)
- Danzón nº 8 « Homenaje to Maurice », para orquestra (2004)
- Zarabandeo, para clarinete e piano (1995)
- Son a tamayo, para harpa, percussão e banda magnética (1992)
- Octeto Malandro para flauta, saxofone, corne inglês, fagote, alto, piano, percussão e contrabaixo (1996)
- Danza de Mediodía, para quinteto de sopros (1997)
- Días de Mar y Río
- En Clave, para piano
- Homenaje a Gismonti, para quarteto de cordas (1993)
- Paisajes bajo el signo de cosmos, para orquestra (1993)
- Noche de luna, para coro e orquestra
- La pasión según San Juán de Letrán, De máscaras
- Conga del Fuego Nuevo, para orquestra
- Máscaras pour harpe et orchestre (1998) Dédié à Lidia Tamayo
- Espejos en la Arena, para violoncelo e orquestra (1999) encomenda de violoncelista Carlos Prieto